# Ост-Вліланд
Ост-Вліланд (нід. Oost-Vlieland) — село в нідерландській провінції Фрисландія. Є єдиним населеним пунктом і, відповідно, адміністративним центром муніципалітету Вліланд. Розташоване у східній частині однойменного острову, про що свідчить його назва, яка буквально перекладається як Східний Вліланд. Друге поселення на острові, Вест-Вліланд або Західний Вліланд, було поступово затоплене морськими водами до 1736 року.
Населення Ост-Вліланда станом на 2017 рік складало 1020 осіб.

## Галерея

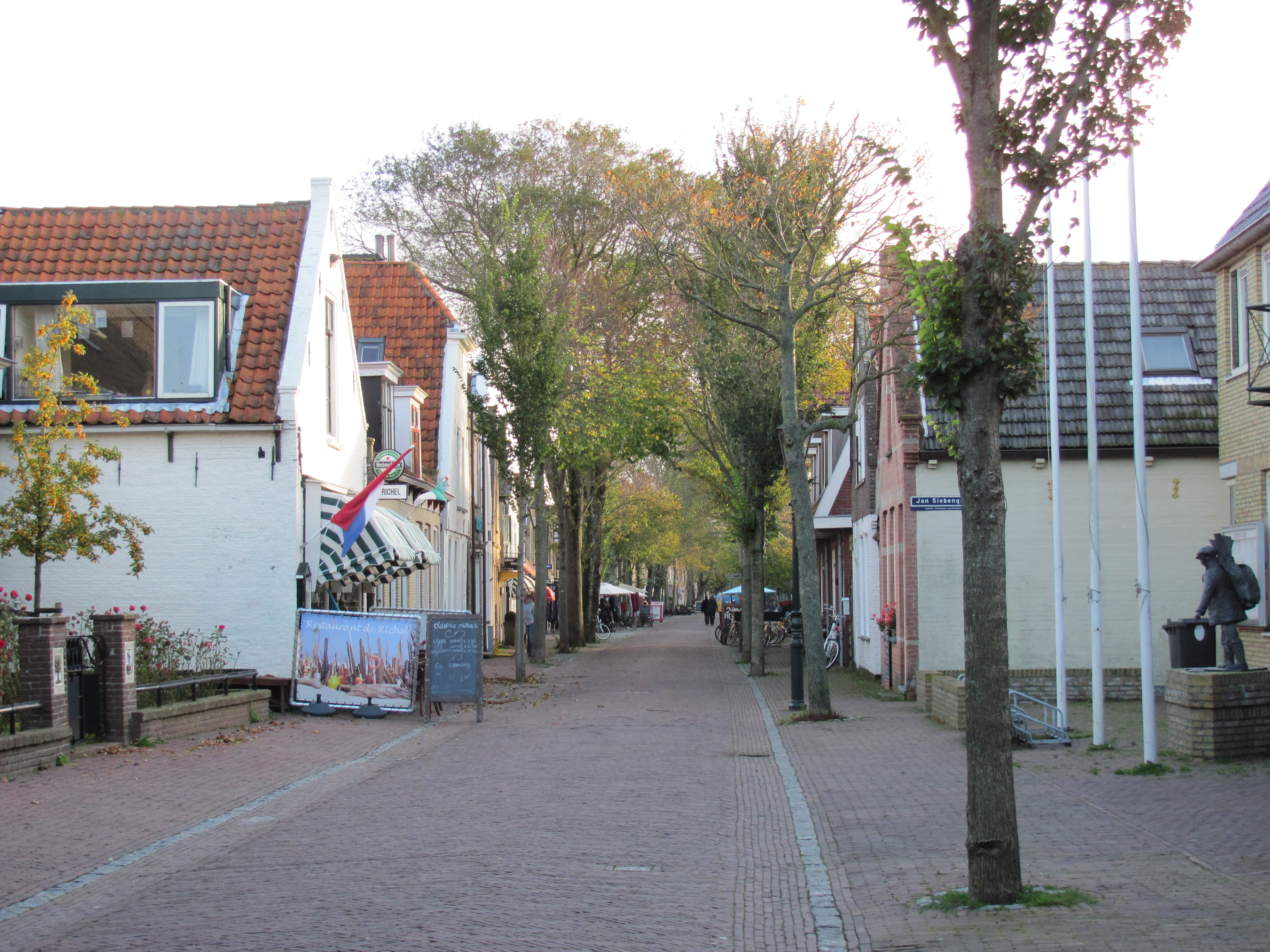
Сільська вулиця
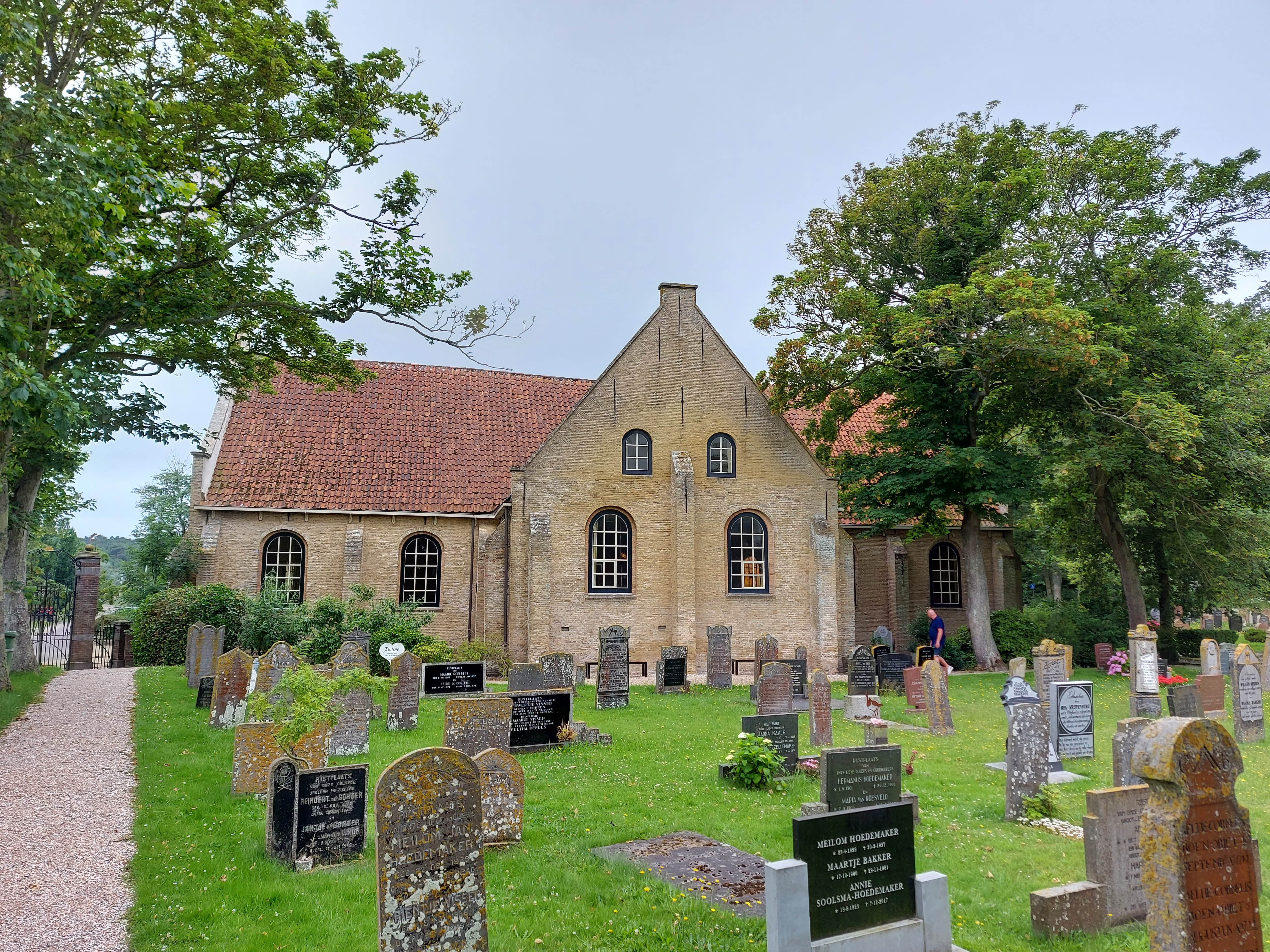
Церква св. Ніколаса
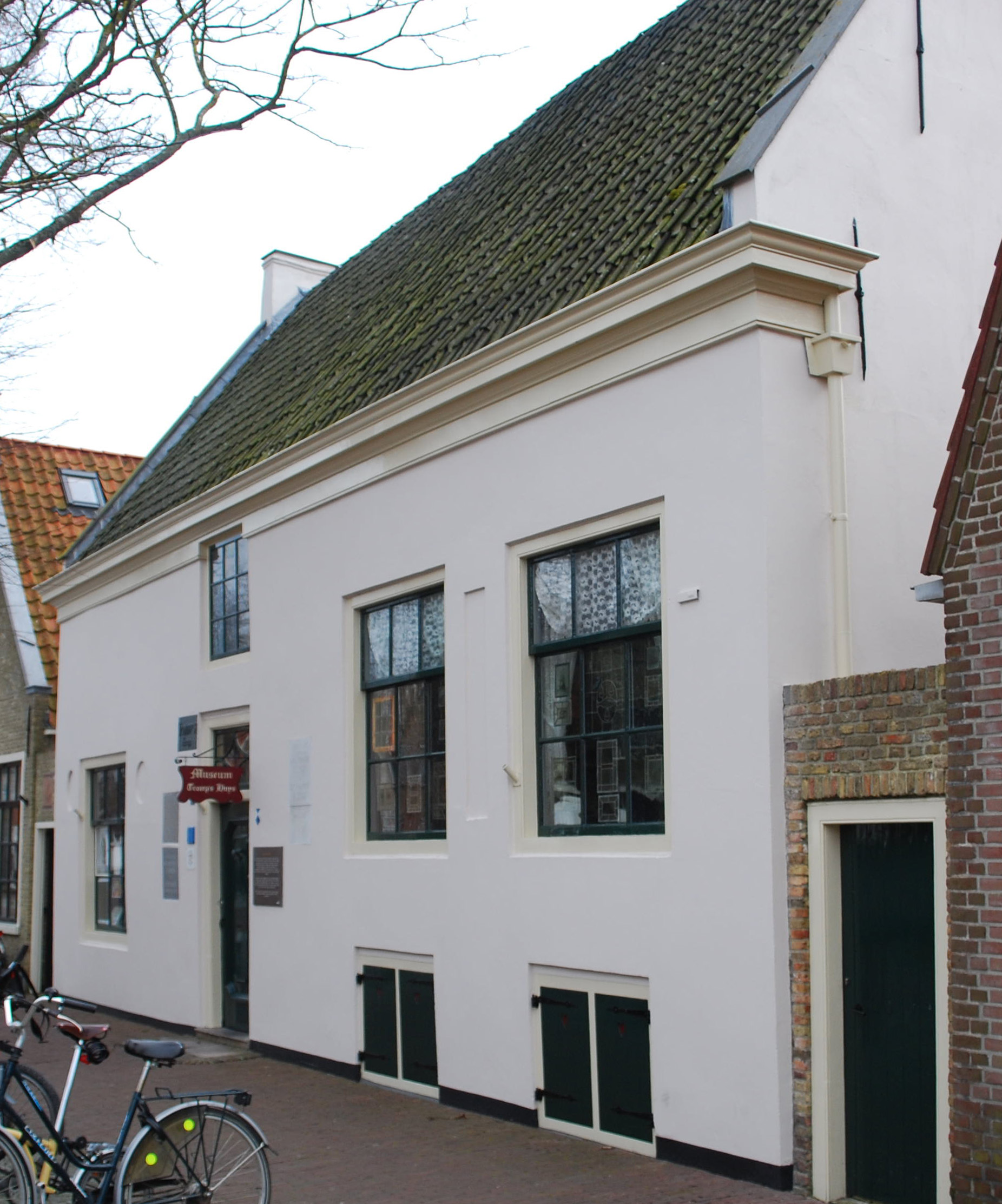
Музей
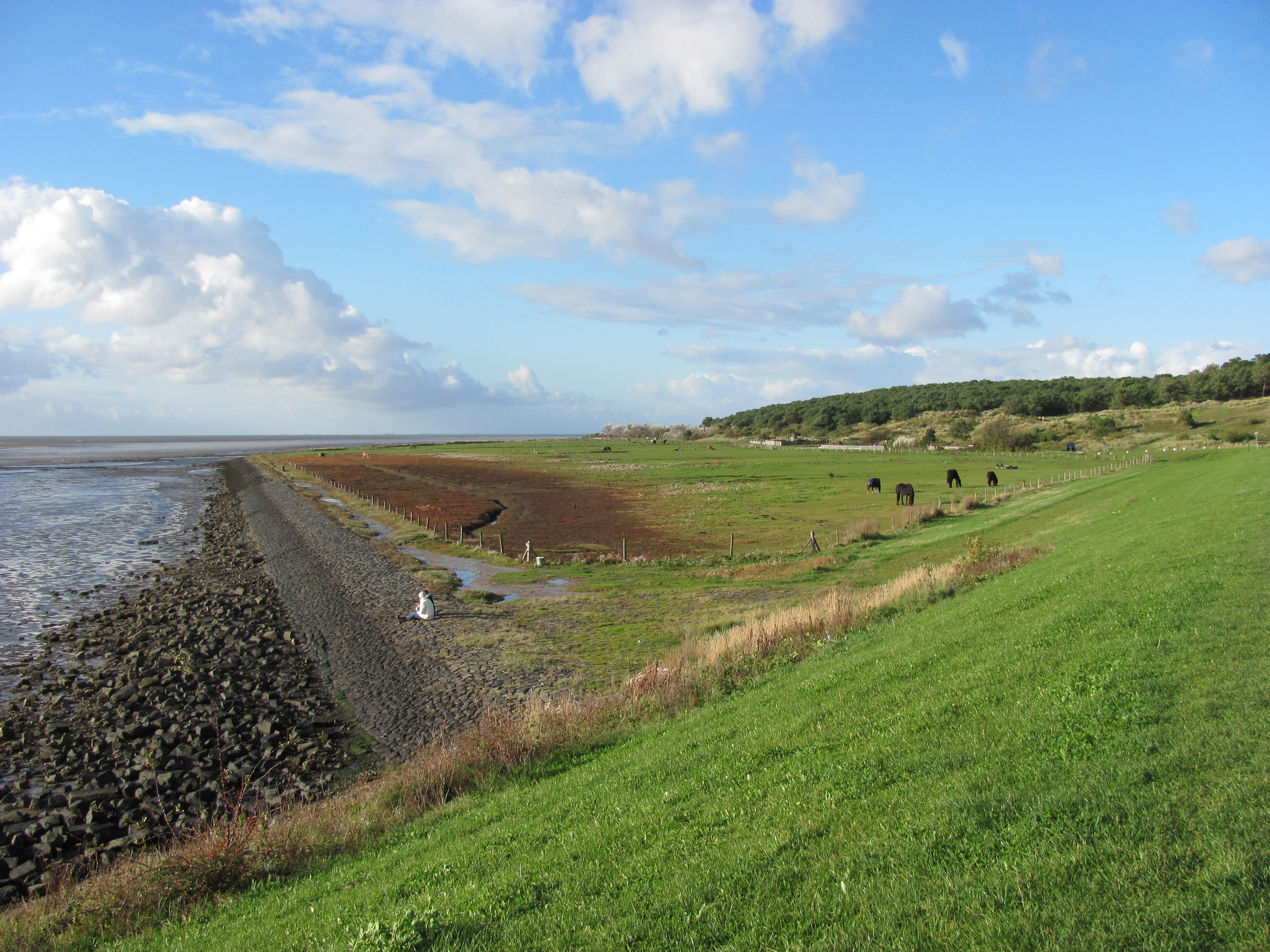
Пасовище для коней поблизу села